# La dama del balcón
La dama del balcón es una telenovela chilena creada y escrita por María Elena Gertner, producida y transmitida por Televisión Nacional de Chile en el primer semestre de 1986.
Protagonizada por Loreto Valenzuela, con las participaciones estelares de Alejandro Cohen, Nelson Brodt, Alex Zisis, Consuelo Holzapfel, Carlos Matamala, Luis Alarcón, Lucy Salgado, Violeta Vidaurre, Tomás Vidiella, José Soza y Peggy Cordero. Cuenta con la actuación estelar del primer actor Roberto Navarrete. Con la participación especial de la niña Javiera Parada.
Grabada en 1984 y programada originalmente para ser emitida en 1985, generó controversia porque varios de los personajes eran nazis y se hacían referencias al III Reich. Para el estreno de la teleserie en 1986, la mayoría de los diálogos sufrieron censura por parte de la División de Comunicación Social (Dinacos) y se los alteró mediante doblaje (por ejemplo, cambiando a los nazis por comunistas) o directamente se eliminaron personajes por completo de la trama.
El 12 de marzo de 1990, un día después del retorno de la democracia, el nuevo director de programación de TVN programó su repetición de manera integra sin los cortes practicados por la censura en 1986; esta comenzó a emitirse el miércoles 14 de marzo de ese año.
El viernes 8 de julio de 2022, TVN a través de su plataforma TVN Play, reestrenó La dama del balcón de manera inédita, tras treinta y seis años desde su truncado debut.

## Argumento
En la ciudad de Santiago, Pablo San Román (Alex Zisis) compra una pintura en una subasta de antigüedades, el mismo día que una española llamada Nora de Castaños (Loreto Valenzuela) llega a Chile para visitar a su amiga Angélica (Mónica Carrasco), prima de Pablo. Al conocer a la mujer, el asombro de Pablo será sumamente mayor al descubrir que Nora es idéntica a la modelo del cuadro que acaba de adquirir: La dama del balcón de 1939.
Mientras tanto, en los cerros bohemios de Valparaíso, se encuentra Milenko Dravichi (Nelson Brodt), un muchacho de origen gitano que trabaja para don Sebastián Schöber "El Patrón" (Carlos Matamala), dueño de la boite "El trébol de oro". Nadie sospecha que el propietario del recinto nocturno es en realidad un traficante y Milenko su mano derecha. Este negocio clandestino es seguido muy de cerca por el inspector Pedro Domínguez (Luis Alarcón), que no descansará hasta revelar ante todos la verdadera cara de "El Patrón". Milenko conoce a Nora bajo el alias de Fernando y cae perdidamente enamorado de ella, a la vez que Pablo también cae en los encantos de esta enigmática y atractiva extranjera. Lo que muy pocos conocen es que dentro de "El trébol de oro" se encuentra Regina Rey (Loreto Valenzuela), cantante del lugar de espontánea personalidad, que al igual que Nora, es idéntica a la famosa "Dama del balcón".
Tres mujeres de mundos y épocas distintas pero con el mismo rostro. El acertijo ante este inusual misterio puede estar relacionado al anciano pintor Mariano Robledo (Roberto Navarrete), la persona que se encargó de pintar el trascendental cuadro de su adorada Olga de Villanueva y que atraviesa por emociones inexplicables al entrar en contacto con Nora.
En esta historia también hay espacio para la comicidad, como la que demuestran los viejos jubilados Ruperto (Tomás Vidiella) y Lucho (José Soza). Pillos y compinches que solo quieren disfrutar de la vida y del buen vino, provocando verdaderas guerras campales con la estresada Cristina (Peggy Cordero), esposa de Ruperto, cuyas jugarretas de tercera edad la dejan hastiada día tras día, y la dueña del bar y esposa de Lucho, Amparo (Violeta Vidaurre).
Otro misterio está inserto en esta apabullante trama, con la llegada a Chile de Klaus Veidt (Arnaldo Berríos) y su hijo Wolfgang (Willy Semler), -padre e hijo- descendiente de nazis que llegan al país con la intención de recomenzar sus vidas, ante el temor de ser capturados. Tras sus pasos arriba Ester Cohen (Fedora Kliwadenko), una israelita cazadora de nazis que no da tregua hasta tenerlos en sus manos y hacerlos pagar por el sufrimiento cometido hacia su gente, lo que no tendrá en sus planes será enamorarse de  Wolfgang y él de ella, poniéndolos a todos en una disyuntiva que podría tener varios finales, pero siempre con un perdedor.

## Elenco
La siguiente lista corresponde a los actores acreditados en la apertura oficial:

### Principales
- Loreto Valenzuela – Nora de Castaños / Olga de Villanueva / Regina Rey
- Nelson Brodt – Milenko Dradichi «El Gitano»
- Alejandro Cohen – Samuel Würman / Samuel Guzmán
- Roberto Navarrete – Mariano Robledo
- Carlos Matamala – Sebastián Schöber «El Patrón»
- Luis Alarcón – Pedro Domínguez
- Lucy Salgado – Renée Le Claire
- Violeta Vidaurre – Amparo Santoro
- José Soza – José Luis «Lucho» Rey
- Tomás Vidiella – Ruperto García-Vargas
- Peggy Cordero – Cristina «Chita» Rioseco
- Consuelo Holzapfel – Carmen García-Vargas Rioseco
- Alex Zisis – Pablo San Román
- Mónica Carrasco – Angélica San Román
- Exequiel Lavandero – Cristián Ariztía
- Fedora Kliwadenko – Elena Rivas / Esther Cohen
- Willy Semler – Wolfgang Veidt / Wolfgang Von Harensburg
- Arnaldo Berríos – Klaus Veidt / Walter Von Harensburg
- Luz Jiménez – Milena Dradichi
- Jorge Álvarez – Gastón Ruiz
- Sergio Aguirre – Vicente de Castaños / Alonso de Salgado
- Pedro Villagra – Cornelio Domènec
- Eliana Vidiella – Hertha Burkhard
- Jaime Azócar – Federico Rojas
- María Izquierdo – Catalina Schöber
- Aldo Bernales – Cristóbal Domènec
- Reinaldo Vallejo – Mario Vidal
- Elena Muñoz – Rossana
- Rodrigo Bastidas – Jaime García-Vargas Rioseco
- Mabel Farías – Mirka Dradichi
- David Guzmán – Marcos Levy
- Carlos Valenzuela – Patricio
- Max Corvalán – Carlos
- Javiera Parada – Andrea

### Otras participaciones
- Hernán Vallejo como Mariano Robledo (en 1939)
- Aldo Parodi como Gastón Ruiz (en 1939)
- Rolando Valenzuela como Alonso de Salgado (en 1939)
- Alejandro Cohen – Samuel Würman (en 1939)
- Willy Semler como Klaus Veidt (en 1939)
- Rafael Benavente como Tío Manuel
- Claudia Paz como Ema Robledo, hermana de Mariano Robledo.
- Grimanesa Jiménez como Clotilde, esposa de Pedro Domínguez.
- Gladys del Río como Paz Montero, clienta de Renée.
- Osvaldo Silva como Julio López, abogado de Paz Montero.
- Tito Bustamante como Fernando Morán
- César Geisse como César, distribuidor de Biblias.
- Lucio Leoz como Cliente comprador de droga.
- Emilio García como Mauricio Arratia "El Turnio"
- Pachi Torreblanca como Marta
- Valerio Arredondo como Drago Dradichi
- Rubén Darío Guevara como Ambrosio Fuentealba
- Raquel Pereira como Margarita
- Andrés Rojas Murphy como Lucas Moreno, el Conde
- Mario Bustos como Ramiro Zulueta
- Hernán Prat como Dr. Martínez
- Regildo Castro como Director de Museo de Artes
- Víctor Carvajal como Manuel "Manolo"
- Cuca Navarro como Mercedes, esposa de Manolo
- Mónica Sigfrind como Meche
- Pedro Vicuña como Juan
- Mario Poblete como Bernardino Rosende
- Jorge Rodríguez como Claudio
- John Knuckey como Julián "El Lindo Julián"
- Nena Campbell como Dolores
- Claudio Valenzuela como Francisco Ramírez
- Víctor Carrasco como cartero
- Dorothee Süsskand como Eva
- Álvaro Pacull como Técnico de alarmas del museo
- Gloria Laso como Assuntta, empleada de Olga de Villanueva en 1939
- Mireya Véliz como Assuntta, empleada de la mansión Villanueva en la actualidad
- Consuelo Castillo Vendedora de joyería
- Sergio Madrid como Diego Noel, Abogado de Cornelio Domenech

## Realizadores
- Producción ejecutiva: Sonia Fuchs
- Autor y guion: María Elena Gertner
- Dirección: Ricardo Vicuña
- Dirección de actores: Ana Reeves
- Coordinación de producción: Alejandra García-Huidobro